# Municipio de Uxbridge
El municipio de Uxbridge (en inglés: Uxbridge Township) es un municipio ubicado en el condado de Barnes en el estado estadounidense de Dakota del Norte. En el año 2010 tenía una población de 89 habitantes y una densidad poblacional de 0,96 personas por km².

## Geografía
El municipio de Uxbridge se encuentra ubicado en las coordenadas 47°6′49″N 98°23′38″O / 47.11361, -98.39389. Según la Oficina del Censo de los Estados Unidos, el municipio tiene una superficie total de 93.03 km², de la cual 90,98 km² corresponden a tierra firme y (2,2 %) 2,05 km² es agua.

## Demografía
Según el censo de 2010, había 89 personas residiendo en el municipio de Uxbridge. La densidad de población era de 0,96 hab./km². De los 89 habitantes, el municipio de Uxbridge estaba compuesto por el 98,88 % blancos, el 1,12 % eran afroamericanos. Del total de la población el 0 % eran hispanos o latinos de cualquier raza.